# Kulcs
Kulcs är en ort (by) i provinsen Fejér i centrala Ungern. Orten har 3 591 invånare (2024), på en yta av 16,73 km². Den ligger cirka 10 kilometer norr om Dunaújváros.